# New Cut (Themse)
Der New Cut ist ein Kanal in der Themse bei Old Windsor in Berkshire, England. Der Kanal wurde beim Bau des Old Windsor Lock, das am südlichen Ende des Kanals liegt, 1822 gebaut. Durch seinen Bau entstand die Ham Island. Ein Wehr im Lauf des natürlichen Flusslaufes macht den New Cut zur Schifffahrtsroute.